# Plan-de-Cuques
Plan-de-Cuques är en kommun i departementet Bouches-du-Rhône i regionen Provence-Alpes-Côte d'Azur i sydöstra Frankrike. Kommunen ligger  i kantonen Allauch som ligger i arrondissementet Marseille. År 2022 hade Plan-de-Cuques 11 504 invånare.

## Befolkningsutveckling
Antalet invånare i kommunen Plan-de-Cuques
Referens:INSEE